# Burg Janštejn

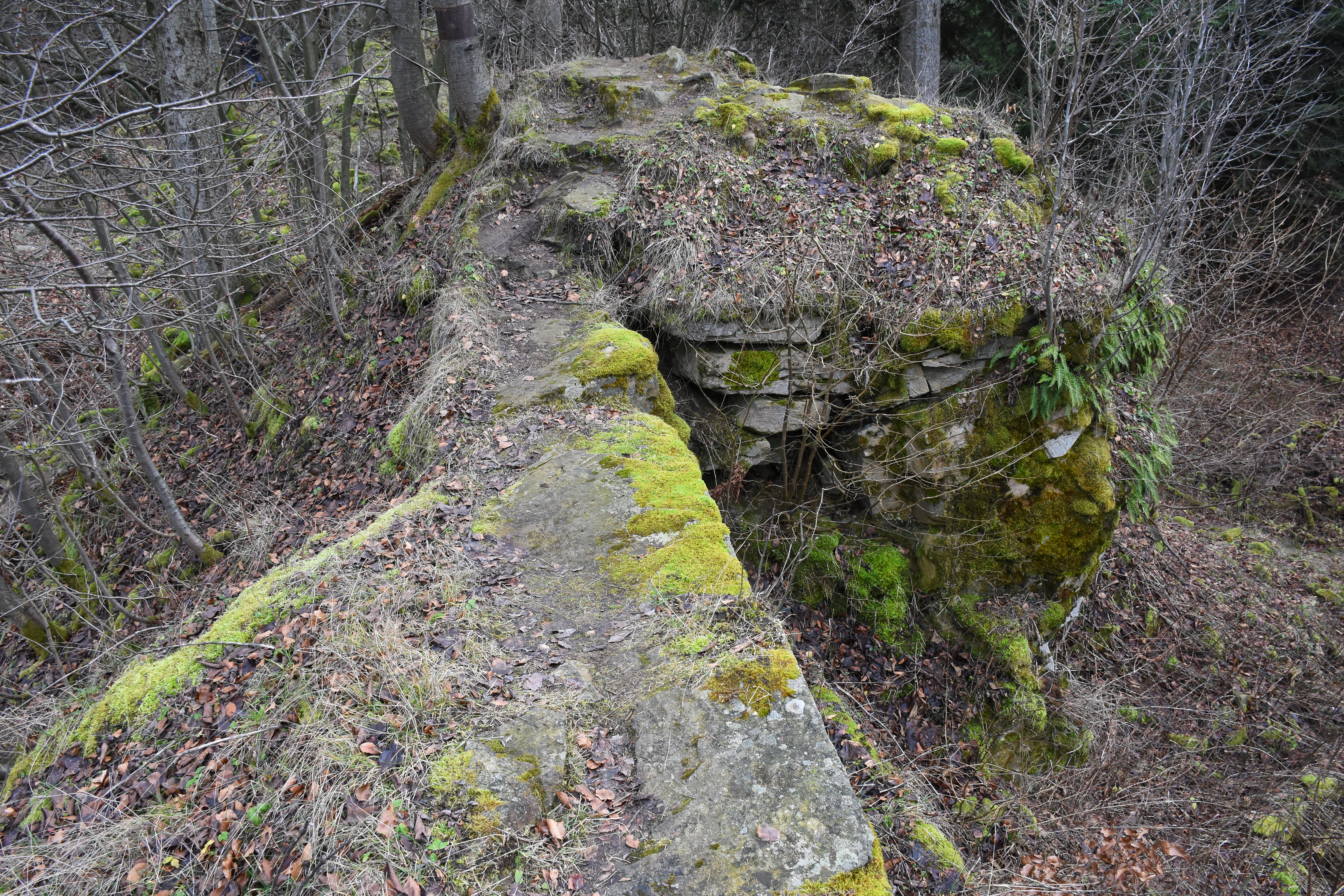
Mauerreste

Die Burg Janštejn (deutsch Janstein) ist die Ruine einer Höhenburg in Tschechien. Sie liegt zehn Kilometer westlich von Telč auf der Gemarkung von Nová Ves im Okres Jihlava.  

## Lage
Die Ruine befindet sich auf einem nordöstlich vorgelagerten Felssporn des bewaldeten Berges U Hradu (724 m n.m.) zwischen den Tälern der Bäche Švábovský potok und Batelovský potok in den Jihlavské vrchy (Iglauer Bergen). 150 m südöstlich verläuft die Staatsstraße II/134 zwischen Batelov und Jarošov nad Nežárkou; sie kreuzt sich dort mit dem an der Ruine vorbeiführenden markierten Wanderweg von Horní Ves zum Herrnbründl (Studánka Páně) unterhalb des Jaborschützberges.
Umliegende Ortschaften sind Nová Ves im Nordosten, Janštejn im Süden, Olší, Horní Dubenky und Jihlávka im Südwesten sowie Horní Ves im Nordwesten.

## Geschichte
Über die Entstehung der Burg ist nichts bekannt. Wahrscheinlich entstand sie um 1315 im Zusammenhang mit der Bildung der damals noch zu Mähren gehörigen Herrschaft Počátky. Ihr Name wird mit König Johann von Luxemburg in Verbindung gebracht.
Die erste Erwähnung von Jansteyn erfolgte 1358, als Stephan von Březnice bzw. von Březnik die Burg zusammen mit dem Städtchen Počátky und anderen Gütern zunächst an einen gewissen Michael, 1359 jedoch an Markgraf Johann Heinrich veräußerte. Dieser versicherte das Gut Janstein 1360 dem Johann von Pacov. Johann Heinrichs Nachfolger, Markgraf Jobst, belehnte jedoch Andreas Mezeřícký mit Janstein. Der zwischen 1360 und 1370 nachweisliche Sezema von Janstein war wahrscheinlich lediglich Burggraf auf Janstein.
Im Jahre 1383 ließen die Nachkommen des Andreas Mezeřícký, die Brüder Johann und Jaroslav Mezeřícký, das Gut Janstein mit den zugehörigen Dörfern Dubenken und Rittendorf, einem Anteil von Jihlawka sowie einem Freihof auf den Besitzer der Herrschaft Teltsch, Heinrich III. von Neuhaus, intabulieren.
Da nach 1386 Erwähnungen der Burg fehlen, wird angenommen, dass sie durch einen Brand zerstört und dem Verfall überlassen wurde. 

## Bauliche Anlage
Vermutlich handelte es sich um eine kleinere Wachburg mit zwei Rundtürmen. Erhalten sind der untere Teil eines Turms, der Reste der Burgmauer sowie Schutthaufen.
Der als Torso erhaltene Bergfried wurde auf einem ausgehauenen Felsvorsprung aus Bruchsteinen mit Kalkmörtel errichtet und hat einen Durchmesser von 4,7 Metern. In einer Entfernung von zehn Metern sind Grundmauern eines weiteren Gebäudeteils mit rundem Grundriss zu finden; dabei handelt es sich wahrscheinlich um einen zweiten Turm, der dem Schutz des Burgtores und des Innenhofes diente. Beide Türme waren durch einen kleinen Palas verbunden, dessen rhomboider Grundriss in drei Räume unterteilt war. Der Innenhof mit den Gebäuden war von einer ca. 1,5–1,7 m starken Mauer umschlossen; ihr war an drei Seiten ein Zwinger vorgelagert, in dem sich ein prismatischer Brunnenturm befand. Gegen Südwesten war die Burganlage durch einen Burggraben und Wall geschützt. Die sich nach Norden erstreckende Vorburg bestand aus mehreren Gebäuden, vor denen Geländevertiefungen erkennbar sind.
Nach der topographischen Beschreibung der Markgrafschaft Mähren sollen in der Mitte des 19. Jahrhunderts noch beide Türme vorhanden gewesen sein. Zudem befand sich in den Überresten der Burg der Sitz eines herrschaftlichen Revierförsters.
Archäologische Untersuchungen erfolgten durch den Pfarrer Kristian Lanštják und den Lehrer Stanislav Veselý; die Funde wurden dem Hochlandmuseum Iglau übergeben, aber nicht dokumentiert.
Die Ruine ist als Kulturdenkmal geschützt.